# Exit: The Abandoned Cabin (igra)
Exit: The Abandoned Cabin je kooperativna društvena igra sa kartama za do šest igrača inspirisana Escape Room sistemom, gde igrači moraju da imaju timski duh, kreativnost i moć dedukcije da bi mogli da rešavaju zagonetke, prikupljaju sakrivene predmete i nađu izlaz.
Priča počinje tako što se igračima na šumskom putu kvari auto nakon čega oni traže sklonište kako bi proveli noć. Tada nailaze na napuštenu kolibu koja nije zaključana i rešavaju da tu provedu noć.
Ujutru igrači pokušavaju da napuste kolibu, ali vrata su zaključana, a na prozoru se nalaze metalne šipke koje onemogućavaju izlaz.
Na stolu igrači pronalaze knjigu i disk pun sa čudnim šiframa i oba predmeta moraju da dešifruju i reše niz zagonetki kako bi došli do rešenja i uspeli da napuste kolibu.

## Spoljašnje veze
BoardGameGeek Exit game